# أبيك
مراقب القطع القابل للبرمجة المتقدم (APIC) في الحاسوب عبارة عن مراقب قطع PIC (Programmable Interrupt Controller)بدلاً من أنواع إنتل مثل 8259A. يستخدم لتوسيع عدد IRQs (Interrupt Request) المتاحة، له خطوط قطع متاحة أكثر من PIC العادية وتدعم أيضا وحدات المعالجة المركزية الموزعة.
بنية إنتل للـ APIC من أفضل الـ APIC الموجودة، حيث قامت بتبديل 8259A PIC في حواسيب إكس 86 الجديدة، بداءً بأنظمة SMP عندما حلت محل ملكية الـ SMP في معظم أجهزة الحواسيب في عام 2000 عندما شجعت مايكروسوفت مصنعي الحاسبات لتمكينها في الأنظمة وجعلتها شرطاً لحاسبات 2001 لتمكيها في الحاسبات المكتبية.
استخدمت AMD وCyrix بنية OpenPIC المشابهة; حيث تدعم 32 معالج. بعد فشلها، قررت AMD ترخيض بنيأ APIC لإنتل لمعالجاتها التالية أثلون.

## وصلات خارجية
- evilbitz (8 ديسمبر 2006). "Interrupts and Interrupt-Controllers". The Zana Zen. مؤرشف من الأصل في 2011-07-10.